# Anatol Feid
Anatol Feid OP (* 17. Juli 1942 in Wormditt; † 24. Dezember 2002 in Frankfurt am Main, auch Anatol Feid-Flohr, Anatol Phaint, Anatols Feids) war als Priester Angehöriger des Dominikanerordens und ein vielfach ausgezeichneter Schriftsteller. Er war zeitlebens in der Friedensbewegung engagiert und arbeitete in der Frankfurter Drogenszene.

## Leben
Nach der Flucht aus Ostpreußen und Umzug von Leipzig nach Sulingen (Niedersachsen) legte Anatol Feid 1963 sein Abitur ab und trat in den Dominikanerorden ein. Nach seinem Philosophie- und Theologiestudium wurde er 1969 zum Priester geweiht und arbeitete zwei Jahre als Religionslehrer. Danach war er vier Jahre lang Referent in der Jugendakademie Walberberg. Im Jahr 1976 begann die Zusammenarbeit mit der Menschenrechtsorganisation des Erzbistums Santiago, aus der unter anderem die Jugendbücher Dein Vater ist ein Verräter (1981) (Oldenburger Kinder- und Jugendbuchpreis) und Keine Angst, Maria (1985) (Gustav-Heinemann-Friedenspreis, Katholischer Kinder- und Jugendbuchpreis) entstanden.
Von 1975 bis 2000 arbeitete er im Kinder- und Jugenddorf „Marienhöhe“ der Dominikanerinnen von Bethanien in Eltville-Erbach mit und war zugleich Pater, Kontaktperson für drogenabhängige Jugendliche im Frankfurter Bahnhofsviertel und Autor. Aus diesen Begegnungen resultierten seine Jugendbücher mit dem Themenfeld Drogen.
In seinem postum erschienenen Roman Die Krankheit des Prälaten Neuffer (2003) beschreibt Feid autobiographisch das Psychogramm eines Priesters (Untertitel), der wegen seiner politischen Radikalität Konflikte mit seiner Kirche auszutragen hat, „mit der gleichen Radikalität aber die Botschaft seines Glaubens lebt“ (Franz-Josef Payrhuber). Mit der Gestalt des Prälaten Neuffer nahm er einen der erwachsenen Protagonisten aus seinem Roman Nacht eines Priesters. Protokoll eines Doppellebens wieder auf, in dem er bereits 1996 einen alkoholabhängigen katholischen Priester dargestellt hatte, der über mehrere Jahrzehnte hinweg als Freier auf dem „Bahnhofsstrich“ sexuelle Kontakte mit minderjährigen Jungen sucht und schließlich einen ihm anvertrauten 12-jährigen Jungen wiederholt missbraucht.
Anatol Feid lebte bis zu seinem letzten Lebensjahr im Bethanischen Kinder- und Jugenddorf, bis er nach einem dritten Schlaganfall als Wachkomapatient im Krankenhaus verstarb.

## Werkauswahl
- Achmed M. im Bahnhofsviertel. rororo Rotfuchs, 1989, ISBN 3-499-20532-7.
- Trotzdem hab ich meine Träume: die Geschichte von einer, die leben will. rororo Rotfuchs, 2001, ISBN 3-499-20552-1.
- Nacht eines Priesters. Protokoll eines Doppellebens. Patmos-Verlag, Düsseldorf 1996, ISBN 3-491-72358-2.
- Alles Lüge. Arena, Würzburg 1994, ISBN 3-401-02554-6.
- Hinter der Fassade. rororo Rotfuchs, 1992, ISBN 3-499-20572-6.
- Keine Angst, Maria. rororo Rotfuchs, ISBN 3-499-20452-5.
- Dein Vater ist ein Verräter. Matthias-Grünewald-Verlag 1981, ISBN 3-7867-0865-7 (Oldenburger Kinder- und Jugendbuchpreis 1981).

## Filme mit und über Anatol Feid
- Wenn Du zurückschaust, wirst Du sterben! Bernd Umbreit/WDR 1989
- Leben – was sonst! Benedikt Fischer/HR 1994